# František Pok
František Pok (5. dubna 1928 Soběslav – 6. srpna 2014 Praha) byl český hudebník, výrobce hudebních nástrojů, hráč na trubku a zobcovou flétnu, člen Symfonického orchestru Československého rozhlasu v Praze a zakladatel Rožmberské kapely.

## Život
František Pok se narodil 5. dubna 1928 v Soběslavi. Spolupracoval s několika divadly, mezi něž patří Národní divadlo v Praze, pražské Divadlo E. F. Buriana a Dětská opera Praha.
V roce 1974 založil instrumentální hudební soubor Rožmberská kapela, který se zaměřuje na interpretaci středověké a renesanční hudby na dobové nástroje. Většina hudebních nástrojů kapely vyrobil sám František Pok.
Objevil se jako hudebník ve filmech Koncert na konci léta (1979) a Poklad hraběte Chamaré (1984). Byl dirigentem u filmu Svědek umírajícího času (1990) a odborným poradcem u dramatu V erbu lvice (1994).
V roce 1995 obdržel cenu Senior Prix od Nadace Život umělce. Ocenění se uděluje za celoživotní uměleckou činnost hercům, tanečníkům, operním, populárním a sborovým zpěvákům a orchestrálním i sólovým umělcům.
František Pok zemřel 6. srpna 2014 v Praze ve věku 86 let.

### Osobní život
Jeho synem je český hudebník, bývalý člen Státní opery Praha a hráč na lesní roh v Symfonickém orchestru Českého rozhlasu František Pok mladší.

## Filmografie
- Koncert na konci léta (1979)
- Poklad hraběte Chamaré (1984)

## Diskografie

#### Rožmberská Kapela
- Hudba Za Vlády Českých Králů (1987)
- European Danserye & Ayres (1990)
- Renaissance Music At Princely Courts Of Europe (1996)